# Puerto Princesa
Puerto Princesa City är en stad i Filippinerna. Den är administrativ huvudort för provinsen Palawan i regionen Västra Visayas och har 161 912 invånare (folkräkning 1 maj 2000).
Staden är indelad i 66 smådistrikt, barangayer, varav 24 är klassificerade som landsbygdsdistrikt och 42 som tätortsdistrikt.
Ett av UNESCOS:s världsarv, Puerto Princesa Subterranean River National Park, ligger här.

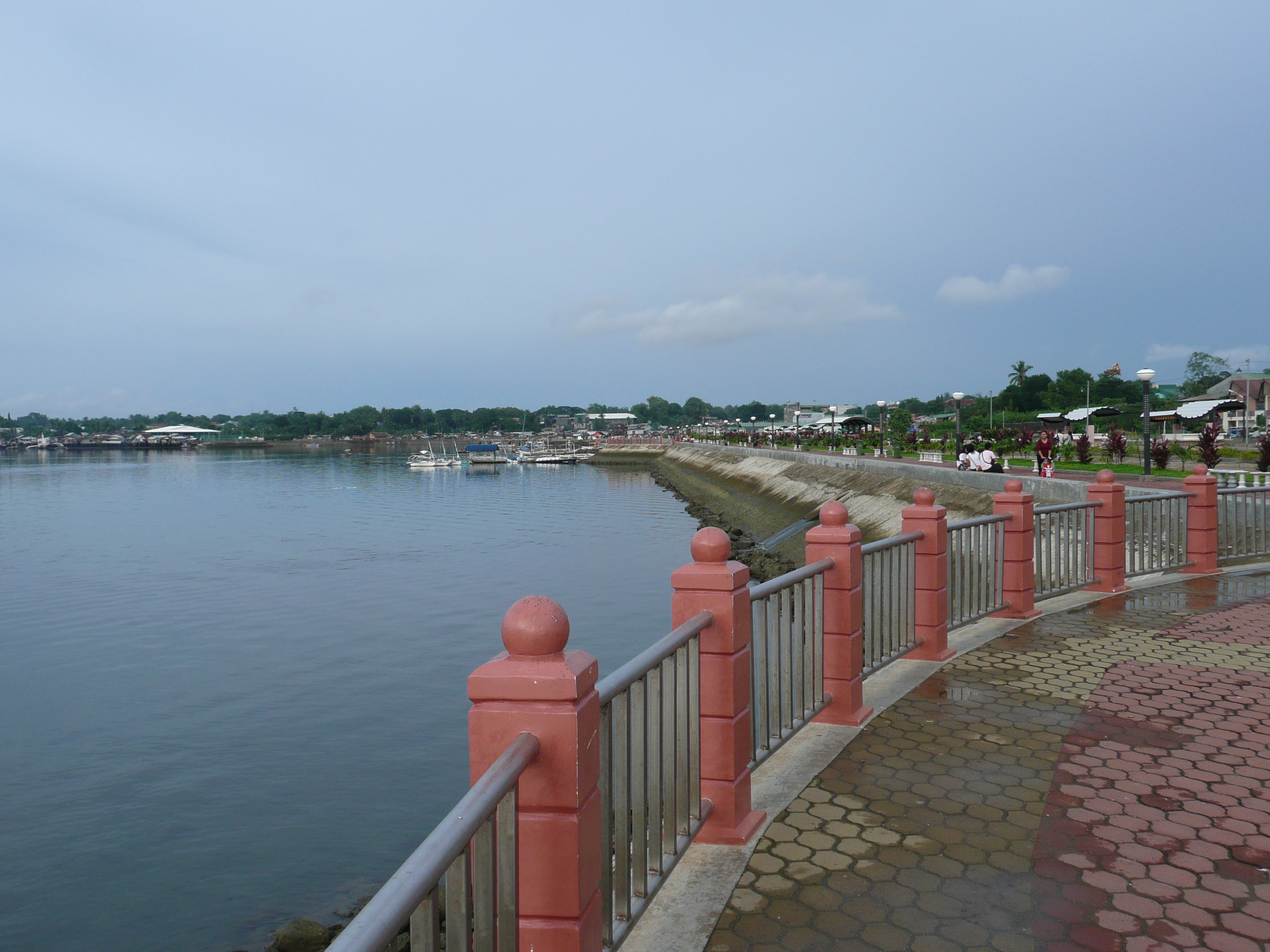
Strandpromenaden i Puerto Princesa, Filippinerna

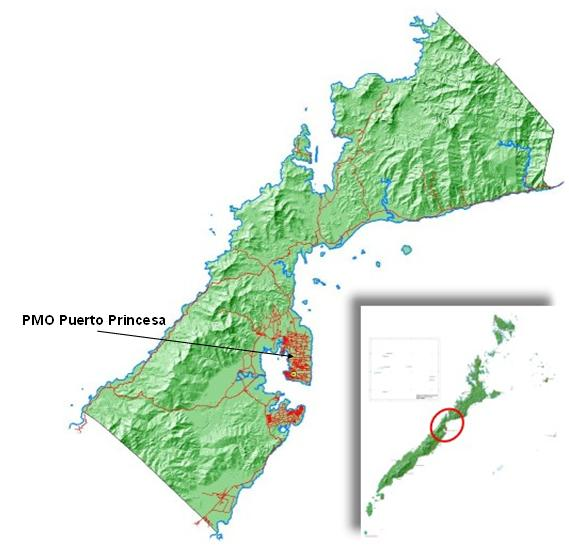
Karta över kommunen

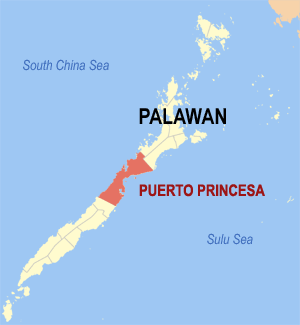
Puerto Princesa Citys läge i Palawan